# Microsynanthedon
Microsynanthedon är ett släkte av fjärilar. Microsynanthedon ingår i familjen glasvingar.
Kladogram enligt Catalogue of Life:
| Microsynanthedon | \| \| Microsynanthedon ambrensis \| \| \| \| \| \| Microsynanthedon tanala \| \| \| \| |
|                  | \| \| Microsynanthedon ambrensis \| \| \| \| \| \| Microsynanthedon tanala \| \| \| \| |
|                  | Microsynanthedon ambrensis                                                             |
|                  |                                                                                        |
|                  | Microsynanthedon tanala                                                                |
|                  |                                                                                        |